# Kattebaronessen
Kattebaronessen er en dansk stum dramafilm fra 1912 produceret af Ingvar Jørgensen Film. Det Danske Filminstituts filmdatabase angiver, at filmens manuskript er skrevet af Holger-Madsen, og at filmens instruktør er ukendt, hvorimod danskefilm.dk krediterer Holger-Madsen som instruktør, men angiver ingen kreditering af manuskripforfatter(e).. Holger-Madsen medvirker også i filmen i to roller, dels som "Kattebaronessens" mand, Baron von Steinthal, og som den gamle mand Ole Enøje. Hovedrollen som "Kattebaronessen" spilles af Alfi Zangenberg.
Scenen, der viser et høstgilde på en herregård, er optaget på Københavns Alderdomshjem i Guldbergsgade på Nørrebro, hvor nogle af statisterne også boede. De 150 beboere fik en visning i Nørrebros Biograf-Teater som tak for assistancen.
Filmen havde dansk premiere den 28. oktober 1912 i Ingvar Jørgensens egen biograf, Biografen i Esbjerg.

## Handling
Baron von Steinthal bor i sit overdådigt indrettede hjem med sin hustru, baronessen, der er omsværmet af venner lokket af hendes skønhed og muntre fester. Baronessen er optaget af sine angorakatte og har kattelist som karaktertræk. Baronen lever for lånte penge i forventningen om en kommende arv fra en onkel. Baronen har belånt den forventede arv hos en bankier, men en dag meddeler bankieren, at han ikke vil udlåne flere, og at lånene forfalder til indfrielse, hvis onklen får børn, der i så fald vil indtræde som arvinger på bekostning af baronen. Dagen efter får baronen et telegram, der fortæller den glædelige nyhed, at onklen nu har fået en søn, og han inviterer baronen og baronessen på besøg for at se den nye arving. Baronessen forsøger at få barnet forgivet, men forsøget mislykkes. I stedet får hun lejlighed til at bortføre barnet, som hun bærer ud i klitterne, hvor hun efterlader det til sin skæbne. En ensom gammel mand kommer ud i klitterne for at begrave sin døde hund og ser baronessen efterlade barnet. Han begraver hunden og tager barnet til sig. Baronessen er ved at blive afsløret og er på vej til at flygte, men kommer til at vælte en lampe, der sætter huset i brand, hvorved hun omkommer. Den gamle mand leverer barnet tilbage til forældrene.

## Medvirkende
- Alfi Zangenberg - Baronesse Sylvia, kattebaronessen
- Holger-Madsen - Baron von Steinthal, samt Ole Enøje
- Oscar Langkilde - Lensgreve von Steinthal, baronens onkel
- Berthe Forchhammer - Lensgrevinden
- Anton de Verdier - Dr. Holmer
- Anna Juul - Sygeplejerske